# Hyundai Aero
Hyundai Aero — туристический автобус особо большой вместимости, выпускаемый компанией Hyundai Motor Company в период с 1985 по 2010 год. Отличается от других автобусов логотипом «Aero» спереди и логотипом Hyundai сзади. Основными конкурентами модели являются Kia Granbird и Daewoo BH.

## Модельный ряд
Автобусы Hyundai Aero выпускались по лицензии Mitsubishi Fuso Truck and Bus Corporation. Модельный ряд включает в себя следующее:
- Aero Space LD/LS.
- Aero Hi-Space.
- Aero Express LDX/HSX/Hi-Class.
- Aero Queen Hi-Class.

## Вытеснение
В 2006 году на смену Hyundai Aero пришёл Hyundai Universe, зато производство модели Aero Space продолжалось вплоть до 2010 года.